# Фракасторо (лунный кратер)
Кратер Фракасторо (лат. Fracastorius) — большой древний ударный кратер в области южного побережья Моря Нектара на видимой стороне Луны. Название присвоено в честь венецианского врача, писателя и учёного-исследователя в области медицины, географии, математики и астрономии Джироламо Фракасторо (1483—1553); утверждено Международным астрономическим союзом в 1935 г. Образование кратера относится к нектарскому периоду.

## Описание кратера

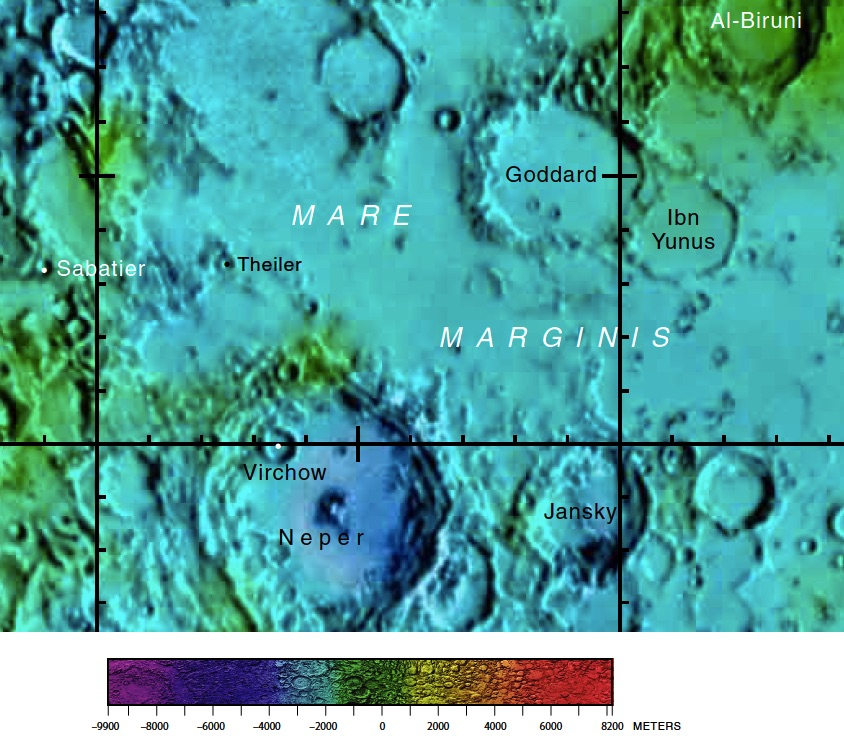
Окрестности кратера Фракасторо. Фрагмент карты видимой стороны Луны.

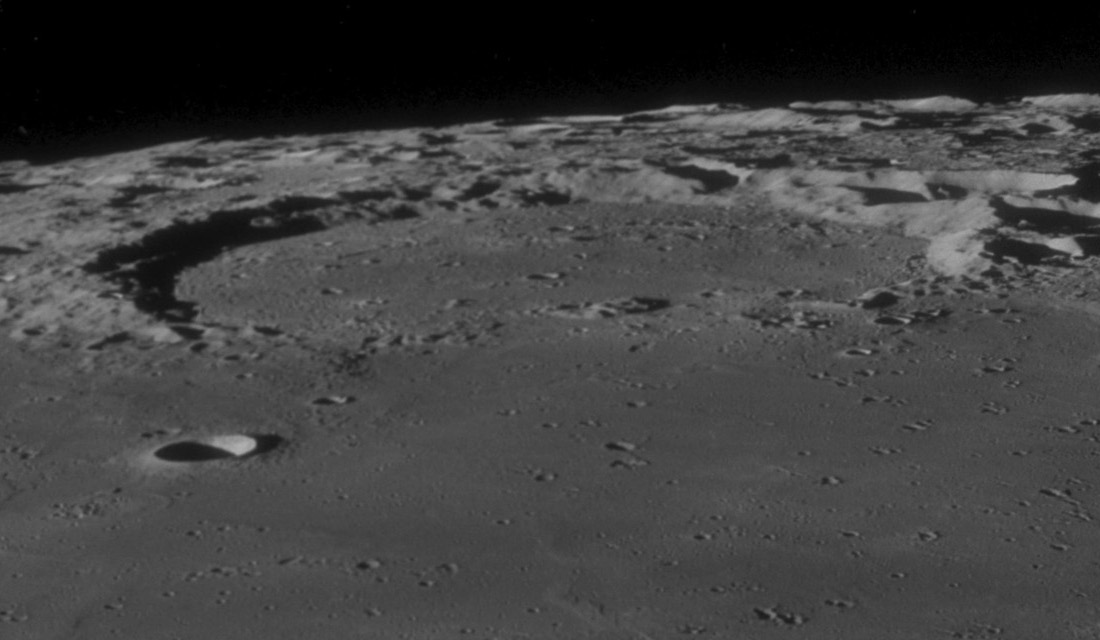
Снимок кратера с борта Аполлон-11.

Ближайшими соседями кратера Фракасторо являются кратер Полибий на западе; кратер Бомон на северо-западе; кратер Росс У на севере-северо-востоке; кратер Сантбек на востоке; кратер Вейнек на юге-юго-востоке и кратер Пикколомини на юге. На северо-востоке от кратера расположены горы Пиренеи; на юго-западе уступ Алтай . Селенографические координаты центра кратера 21°22′ ю. ш. 33°04′ в. д. / 21,36° ю. ш. 33,07° в. д., диаметр 120,6 км, глубина 1480 м.
Кратер Фракасторо имеет полигональную форму и значительно разрушен. Вал сглажен, северная часть вала практически полностью отсутствует, так что кратер представляет собой залив Моря Нектара. Западная и южная часть вала перекрыта множеством кратеров из числа которых самым заметным является сателлитный кратер Фракасторо D в западной оконечности вала. На внутреннем склоне вала просматриваются сглаженные остатки террасовидной структуры. Высота вала над окружающей местностью достигает 1550 м, объем кратера составляет приблизительно 12900 км³. Дно чаши затоплено и выровнено лавой над поверхностью которой возвышаются лишь отдельно стоящие холмы. Несколько южнее центра чаши с запада на восток чашу кратера пересекает борозда окруженная пересеченной местностью, разделяющая более молодые отложения лавы в северной части чаши, от более старых в южной части. Центр южной части чаши несколько приподнят по отношению к подножию склона вала. Узкая борозда пролегает также у подножия восточной части внутреннего склона вала. В северо-восточной части чаши находится маленький кратер окруженный выброшенными породами с высоким альбедо. Несколько севернее предполагаемого места прохождения северной части вала кратера расположен вероятно щитовой вулкан с вулканическим кратером на вершине.

## Сателлитные кратеры
| Фракасторо | Координаты                                            | Диаметр, км |
| ---------- | ----------------------------------------------------- | ----------- |
| A          | 24°26′ ю. ш. 36°26′ в. д. / 24,43° ю. ш. 36,44° в. д. | 17,4        |
| B          | 22°35′ ю. ш. 37°15′ в. д. / 22,59° ю. ш. 37,25° в. д. | 25,0        |
| C          | 24°38′ ю. ш. 34°32′ в. д. / 24,64° ю. ш. 34,53° в. д. | 16,5        |
| D          | 21°49′ ю. ш. 30°52′ в. д. / 21,82° ю. ш. 30,87° в. д. | 26,5        |
| E          | 20°14′ ю. ш. 31°01′ в. д. / 20,24° ю. ш. 31,02° в. д. | 12,6        |
| G          | 21°12′ ю. ш. 38°21′ в. д. / 21,2° ю. ш. 38,35° в. д.  | 15,8        |
| H          | 20°47′ ю. ш. 30°34′ в. д. / 20,78° ю. ш. 30,57° в. д. | 20,4        |
| J          | 20°51′ ю. ш. 37°23′ в. д. / 20,85° ю. ш. 37,38° в. д. | 11,6        |
| K          | 25°24′ ю. ш. 34°41′ в. д. / 25,4° ю. ш. 34,68° в. д.  | 16,8        |
| L          | 20°40′ ю. ш. 33°13′ в. д. / 20,67° ю. ш. 33,21° в. д. | 4,2         |
| M          | 21°49′ ю. ш. 32°55′ в. д. / 21,81° ю. ш. 32,92° в. д. | 3,6         |
| N          | 23°17′ ю. ш. 33°58′ в. д. / 23,28° ю. ш. 33,96° в. д. | 9,0         |
| P          | 25°31′ ю. ш. 33°20′ в. д. / 25,51° ю. ш. 33,34° в. д. | 7,3         |
| Q          | 25°13′ ю. ш. 33°14′ в. д. / 25,21° ю. ш. 33,23° в. д. | 7,8         |
| R          | 23°53′ ю. ш. 33°41′ в. д. / 23,88° ю. ш. 33,68° в. д. | 5,2         |
| S          | 19°02′ ю. ш. 31°58′ в. д. / 19,03° ю. ш. 31,97° в. д. | 4,5         |
| T          | 19°51′ ю. ш. 37°22′ в. д. / 19,85° ю. ш. 37,37° в. д. | 13,7        |
| W          | 22°42′ ю. ш. 35°41′ в. д. / 22,7° ю. ш. 35,69° в. д.  | 6,7         |
| X          | 23°04′ ю. ш. 31°01′ в. д. / 23,06° ю. ш. 31,02° в. д. | 6,9         |
| Y          | 23°01′ ю. ш. 31°56′ в. д. / 23,01° ю. ш. 31,93° в. д. | 12,6        |
| Z          | 24°53′ ю. ш. 33°33′ в. д. / 24,89° ю. ш. 33,55° в. д. | 10,1        |

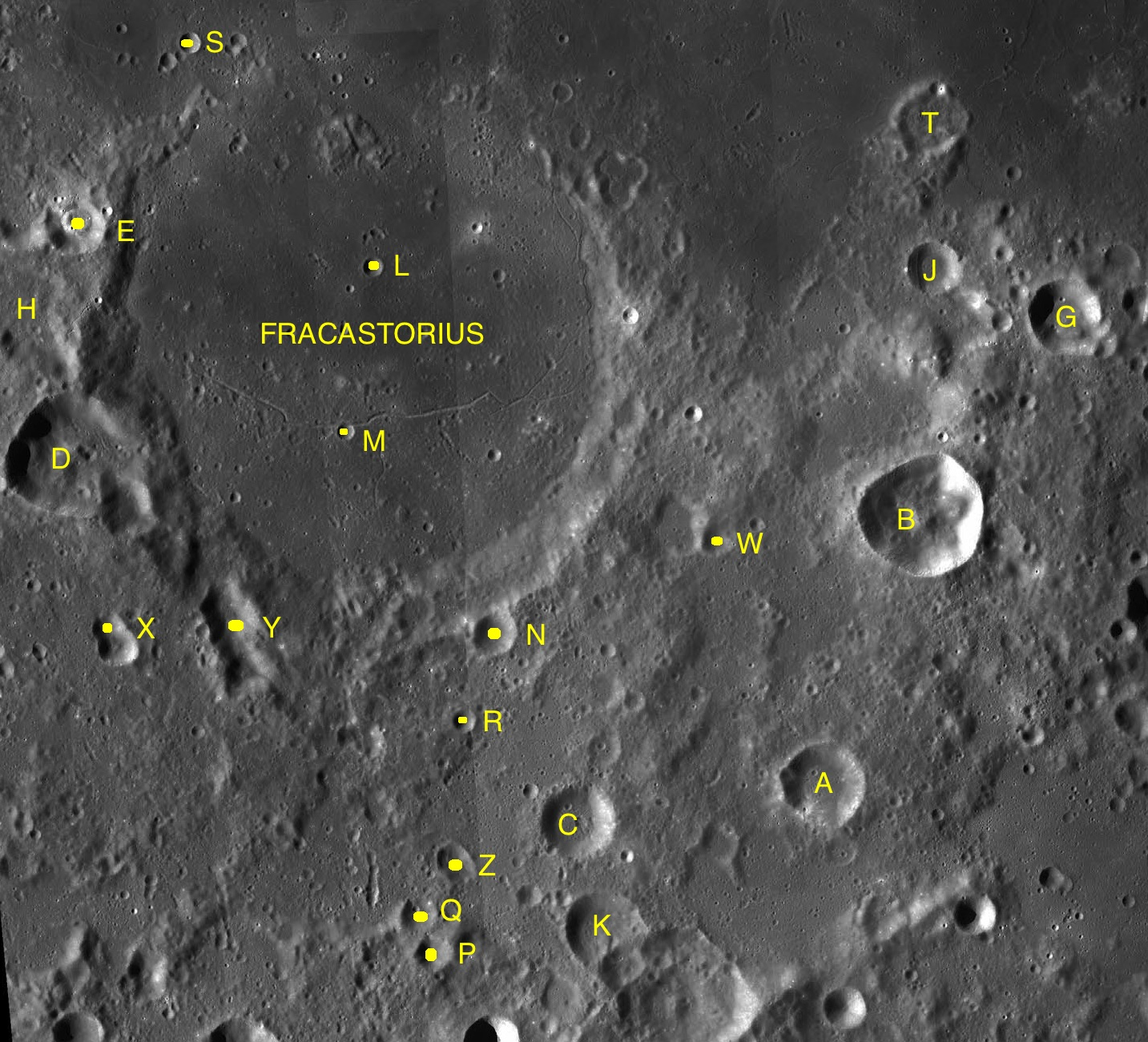
Фрагмент карты LAC-97.

- Образование сателлитных кратеров Фракасторо C и Q относится к нектарскому периоду[1].
- Сателлитные кратеры Фракасторо A, B, N и T включены в список кратеров с темными радиальными полосами на внутреннем склоне Ассоциации лунной и планетарной астрономии (ALPO)[6].
- Высота центрального пика сателлитного кратера Фракасторо B составляет 900 м[7].

## См.также
- Список кратеров на Луне
- Лунный кратер
- Морфологический каталог кратеров Луны
- Планетная номенклатура
- Селенография
- Минералогия Луны
- Геология Луны
- Поздняя тяжёлая бомбардировка